# Furacão Juliette (2001)
O furacão Juliette foi um afuracão categoria 4 de longa duração da temporada de furacões no Pacífico de 2001. Causou 7 mortes e 20,5 milhões de dólares (valor corrigido em 2005) de prejuízos quando atingiu a Baja California no final de Setembro.